# Голан Телеком
Голан Телеком — израильская коммуникационная компания, оператор сотовой связи. Четвертый оператор сотовой связи в Израиле
В 2011 году министерство связи провело два тендера на создание полноформатных операторов сотовой связи, победителями которых в итоге в декабре 2011 года стали компания «Хот-Мобайл» и компания «Голан Телеком». Компания официально вышла на рынок 14 мая 2012 года, утверждает что SIM-карты, предлагаемые компанией с кодом 058, подходят для всех аппаратов телефонной мобильной связи, начиная с аппаратов 2-го поколения. Всего в компании на 2014 г работает 35 человек в инженерно-компьютерном отделе и 210 в отделе обслуживания клиентов. Обладает преимущественно собственной сетью антенн (в количестве 2500 единиц) также арендует инфраструктуру компаний Cellcome, Partner. За 2018 год компания приобрела 480 000 клиентов.
Министерство телекоммуникаций в феврале 2017 г сообщило, что компания «Голан телеком» достигла 17,8 % рынка сотовой связи в Израиле в частном секторе, и получила возврат уплаченного ею залога в размере 450 миллионов шекелей.
Компания «Голан Телеком» принадлежит Михаэлю Голану, Ксавье Ниэлю, и компании ELECTRA